# Tessa Bonhomme
Tessa Bonhomme, född den 23 juli 1985 i Sudbury i Kanada, är en kanadensisk ishockeyspelare.
Hon tog OS-guld i damernas ishockeyturnering i samband med de olympiska ishockeytävlingarna 2010 i Vancouver.